# Котуш (гміна Каменець)
Котуш (пол. Kotusz) — село в Польщі, у гміні Каменець Ґродзиського повіту Великопольського воєводства.
Населення — 234 особи (2011).
У 1975-1998 роках село належало до Познанського воєводства.

## Демографія
Демографічна структура станом на 31 березня 2011 року:
|          | Загалом | Допрацездатний вік | Працездатний вік | Постпрацездатний вік |
| -------- | ------- | ------------------ | ---------------- | -------------------- |
| Чоловіки | 114     | 24                 | 83               | 7                    |
| Жінки    | 120     | 22                 | 72               | 26                   |
| Разом    | 234     | 46                 | 155              | 33                   |